# Ґерт-Ян Дерікс
Ґерт-Ян Дерікс (нід. Geert-Jan Derikx, 31 жовтня 1980) — нідерландський хокеїст на траві.
Срібний призер Олімпійських Ігор 2004 року, учасник 2008 року.
Чемпіон Європи 2007 року, срібний призер 2005 року.
Бронзовий призер Трофею чемпіонів 2007 року.
Переможець Трофею чемпіонів 2002, 2003, 2006 років, срібний призер 2004, 2005 років.